# Achim Hubel
Achim Wolfgang Hubel (* 20. Februar 1945 in Sünching) ist  ein deutscher Kunsthistoriker und emeritierter Professor für Denkmalpflege.

## Leben
Hubel begann 1964 das Studium der Kunstgeschichte, der Klassischen Archäologie, der geschichtlichen Hilfswissenschaften und der katholischen Theologie in Regensburg und München. 1972 wurde er in Kunstgeschichte an der Universität München promoviert. Nach verschiedenen Tätigkeiten als wissenschaftlicher Volontär trat er 1974 die Stelle des Diözesan-Konservators des Bistums Regensburg an. Seit dieser Zeit war Hubel mit der Erforschung des Regensburger Doms befasst. Im Jahre 1981 wurde er Professor für Denkmalpflege an der Universität Bamberg. Zum 1. April 2011 trat er in den Ruhestand.
Hubel ist seit 2000 Mitglied der ICOMOS-Expertengruppe für das Monitoring der Welterbestätten in Deutschland.

## Auszeichnungen
- 1979: Kulturförderpreis der Stadt Regensburg
- 2017: Verdienstkreuz am Bande des Verdienstordens der Bundesrepublik Deutschland

## Veröffentlichungen (Auswahl)
- Der Erminoldmeister und die deutsche Skulptur des 13. Jahrhunderts (Dissertation München 1972). Erschienen in: Beiträge zur Geschichte des Bistums Regensburg 8, Regensburg 1974, S. 53–241.
- Der Regensburger Domschatz. (= Kirchliche Schatzkammern und Museen. Bd. 1). Schnell & Steiner, München-Zürich 1976.
- Die Glasmalereien des Regensburger Domes, Schnell & Steiner München-Zürich 1981.
- mit Jolanda Drexler und anderen: Handbuch der Deutschen Kunstdenkmäler, Bayern Bd. V, Regensburg und die Oberpfalz, Deutscher Kunstverlag, München-Berlin 1991.
- mit Anke Borgmeyer und anderen: Stadt Regensburg. Ensembles – Baudenkmäler – Archäologische Denkmäler (= Denkmäler in Bayern Band III.37), Mittelbayerische Druck- und Verlagsgesellschaft Regensburg 1997.
- Achim Hubel: Denkmalpflege. Geschichte – Themen – Aufgaben (= Reclams Universal-Bibliothek Nr. 18813), Philipp Reclam, Stuttgart. Zweite durchges. u. aktual. Auflage 2011.
- Achim Hubel und Manfred Schuller (Hrsg.): Der Dom zu Regensburg – Fotodokumentation. Fotografiert und zusammengestellt von Achim Hubel (= Die Kunstdenkmäler von Bayern NF Band 7, Teil 4), Friedrich Pustet, Regensburg 2012.